# Бауман, Элиз
Элиз Дженей Бауман (англ. Elise Janae  Bauman; род. 1990, Торонто) —  канадская актриса кино и телевидения.

## Карьера

### Театр
Актёрскую карьеру начала со школьного возраста. В 2009 году перебралась  в Нью-Йорк, где проходила обучение в Circle in the Square Theatre School. Её выпускной работой была Аня, дочь Любови Раневской, в постановке «Вишнёвого сада». Она  выступала на бродвейской сцене,  где наибольшего успеха добилась в «Кричащих» Кэрил Черчилль.

### Кино и ТВ
В 2014 году Элиз получила главную роль в веб-сериале «Кармилла» — вольной адаптации писателя и сценариста Джордан Халл готической новеллы Джозефа Шеридана Ле Фаню с тем же названием. Сериал вызвал немалый зрительский интерес и был отмечен наградами Canadian Screen Award и Banff World Media Festival. К январю 2016 года суммарная аудитория «Кармиллы» достигла 55 миллионов просмотров на YouTube.
Она снялась в художественном фильме «Почти взрослые» вместе со своей партнёршей по сериалу Наташей Негованлис. Бауман изобразила персонажа Маккензи, 22-летнюю лесбиянку, которая только что осознала свою сексуальность и пытается наверстать упущенное, но при этом не потерять единственную подругу. Данная работа принесла актрисе кинонаграду AfterEllen.com и TheBacklot.com.

## Личная жизнь
Элиз проживает в Торонто. В 2017 году она объявила о своей бисексуальности.

## Фильмография
- 2014 / 2016: Кармилла   — Лора Холлис
- 2014:  Худшая вещь, которую я когда-либо делал — Фэллон
- 2014:  Молодые бесплодные земли — Банни
- 2015:  Всё будет розовым — студентка театральной школы[12][13]
- 2015:  Лицом к музыке — Аманда
- 2016: Слэшер   — Элиз
- 2016: Ниже её губ   — Бриджет
- 2017:  FOMO — Крис Даксворт
- 2017: Становление бурлеска — Бекка